# Circonscription de Nouvelle-Calédonie et dépendances (1945-1978)
Pour les articles homonymes, voir Circonscription de Nouvelle-Calédonie.
La circonscription  de Nouvelle-Calédonie et dépendances a permis d'élire un député représentant le Territoire d'outre-mer (TOM) de Nouvelle-Calédonie ainsi que les citoyens français du condominium des Nouvelles-Hébrides entre 1945 et 1978. Après cette date, elle est divisée en une première et une deuxième circonscriptions.

## Description géographique et démographique
La fin du statut de colonie et l'obtention de celui de Territoire d'outre-mer de la Nouvelle-Calédonie en 1945 lui permet d'obtenir sa première représentation législative. L'abolition du code de l'indigénat par la Loi Lamine Guèye du 7 mai 1946 permet d'ouvrir progressivement le corps électoral aux Mélanésiens de Nouvelle-Calédonie (qui s'approprient au fil du temps le nom de Kanak) et des Nouvelles-Hébrides (Ni-Vanuatu). Le suffrage universel leur est totalement étendu à partir de 1957. 
La population néo-calédonienne évolue ainsi :
- 1946 : 61 250
- 1951 : 54 750
- 1956 : 68 480
- 1963 : 86 519
- 1969 : 100 579
- 1976 : 133 233

La population française des Nouvelles-Hébrides pour sa part s'établit comme suit :
- 1951 : 3 269[1]
- 1969 : environ 5 000

## Description politique
Jusqu'en 1967, l'élection se fait au scrutin uninominal majoritaire à un tour, puis passe à deux tours. Cette circonscription devient très vite un fief de l'Union calédonienne (UC) à partir de la création de cette dernière en 1953. Les deux députés qui se succèdent à partir de cette date sont issus de ce parti. Il s'agit tout d'abord de Maurice Lenormand, élu la première fois en 1951 sans étiquette mais avec le soutien des deux formations mélanésiennes liées aux missions qui constitueront l'armature de l'UC : l'Union des indigènes calédoniens amis de la liberté dans l'ordre (UICALO) catholique et l'Association des indigènes calédoniens et loyaltiens français (AICLF) protestante. Lui succède en 1964 (et jusqu'à la disparition de la circonscription unique en 1978) le président de l'UC et de l'UICALO, Rock Pidjot. Ce mouvement, qui a pour slogan « Deux couleurs, un seul peuple » et détient la majorité absolue au conseil général puis à l'Assemblée territoriale de 1953 à 1972, prône une forte autonomie au sein de la République française avec le statut de TOM avant de finalement prendre position en faveur de l'indépendance à partir de 1977. À l'Assemblée nationale, ses députés siègent à partir de 1959 dans les différents groupes centristes de tendance démocrates-chrétiennes : Républicains populaires et centre démocratique (RPCD) de 1959 à 1962, Centre démocratique (CD) de 1962 à 1967, Progrès et démocratie moderne (PDM) de 1967 à 1973, Réformateurs démocrates sociaux (RDS) de 1973 à 1974 et Réformateurs, centristes et démocrates sociaux (RCDS) de 1974 à 1978.    

## Liste des députés
| Date d'élection | Identité          | Parti                               | Qualité                                                                           | Suppléants        |
| --------------- | ----------------- | ----------------------------------- | --------------------------------------------------------------------------------- | ----------------- |
| 1945            | Roger Gervolino   | UDSR                                |                                                                                   |                   |
| juin 1946       | Roger Gervolino   | UDSR                                |                                                                                   |                   |
| novembre 1946   | Roger Gervolino   | UDSR                                |                                                                                   |                   |
| 1951            | Maurice Lenormand | Sans étiquette puis UC, Non inscrit |                                                                                   |                   |
| 1956            | Maurice Lenormand | UC, IOM                             | Vice-président du Conseil de gouvernement (à partir de 1957)                      |                   |
| 1959            | Maurice Lenormand | UC, RPCD                            |                                                                                   | Michel Kauma      |
| 1962            | Maurice Lenormand | UC, CD                              |                                                                                   | Rock Pidjot       |
| 1964            | Rock Pidjot       | UC-UICALO, CD                       | Chef coutumier de La Conception                                                   | Georges Nagle     |
| 1967            | Rock Pidjot       | UC-UICALO, PDM                      | Chef coutumier de La Conception                                                   | Georges Nagle     |
| 1968            | Rock Pidjot       | UC-UICALO, PDM                      | Chef coutumier de La Conception                                                   | Georges Nagle     |
| 1973            | Rock Pidjot       | UC-UICALO, RDS puis RCDS            | Chef coutumier de La Conception Président de l'Assemblée territoriale (1976-1977) | Maurice Lenormand |

## Historique des élections

### Élection du 21 octobre 1945
| Candidats                                      | Partis                                                   | Votes | %       |
| ---------------------------------------------- | -------------------------------------------------------- | ----- | ------- |
| Roger Gervolino                                | Union démocratique et socialiste de la Résistance (UDSR) | 3 249 | 56,53 % |
| Michel Vergès                                  | Gaulliste                                                | 1 961 | 34,12 % |
| Florindo Paladini                              | Parti communiste français (PCF)                          | 537   | 9,34 %  |
| Suffrages exprimés (91,97 % des votants)       | Suffrages exprimés (91,97 % des votants)                 | 5 747 | 100,0   |
| Votants (participation 65,78 %)                | Votants (participation 65,78 %)                          | 6 249 | 100,0   |
| Source: P. O'Reilly, Calédoniens, 1953, p. 104 |                                                          |       |         |

### Élection du 2 juin 1946
| Candidats | Partis                                   | Votes | %       |
| --- | ---------------------------------------- | ----- | ------- |
| Roger Gervolino (sortant) | UDSR                                     | 3 248 | 62,22 % |
| Pierre Mariotti | Gaulliste                                | 1 789 | 34,27 % |
| Dr. Henri-Louis Brossier | Divers droite des Nouvelles-Hébrides     | 139   | 2,66 %  |
| Jean Mathiot | Divers                                   | 44    | 0,84 %  |
| Suffrages exprimés (97,01 % des votants) | Suffrages exprimés (97,01 % des votants) | 5 220 | 100,0   |
| Votants (participation 50 %) | Votants (participation 50 %)             | 5 381 | 100,0   |
| Source: P. O'REILLY, Calédoniens, 1953, p. 104 ; Biographie de Roger Gervolino, site de l'Assemblée nationale ; F. ANGLEVIEL, « Le Parcours politique de Maurice Lenormand. Ou comment le "député des Kanaks" devint le "député des Calédoniens" », in M. CHATTI, N. CLINCHAMPS, S. VIGIER, Pouvoir(s) et politique(s) en Océanie, Actes du XIXe colloque CORAIL, 2007, p. 136 |                                          |       |         |

### Élection du 20 novembre 1946
| Candidats | Partis                                                | Votes | %       |
| --- | ----------------------------------------------------- | ----- | ------- |
| Roger Gervolino (sortant)                                                                                     | UDSR                                                  | 3 512 | 64,81 % |
| Antoine Griscelli                                                                                             | Section française de l'Internationale ouvrière (SFIO) | 1 673 | 30,87 % |
| Raymond Lèques                                                                                                | Divers                                                | 234   | 4,32 %  |
| Suffrages exprimés (participation 50 %)                                                                       | Suffrages exprimés (participation 50 %)               | 5 419 | 100,0   |
| Source: P. O'Reilly, Calédoniens, 1953, p. 104 ; Biographie de Roger Gervolino, site de l'Assemblée nationale |                                                       |       |         |

### Élection du1erjuillet 1951
| Candidats                                                                                      | Partis                                          | Votes  | %       |
| ---------------------------------------------------------------------------------------------- | ----------------------------------------------- | ------ | ------- |
| Maurice Lenormand                                                                              | Sans étiquette, soutenu par l'UICALO et l'AICLF | 5 034  | 36,9 %  |
| Roger Gervolino (sortant)                                                                      | UDSR                                            | 4 207  | 30,84 % |
| Paul Métadier                                                                                  | Rassemblement du peuple français (RPF)          | 2 249  | 16,49 % |
| Florindo Paladini                                                                              | Parti communiste calédonien (PCC)               | 2 152  | 15,77 % |
| Suffrages exprimés (98,35 % des votants)                                                       | Suffrages exprimés (98,35 % des votants)        | 13 642 | 100,0   |
| Votants (participation 69,74 %)                                                                | Votants (participation 69,74 %)                 | 13 871 | 100,0   |
| Source: Ministère de l'Intérieur, « Les élections législatives du 17 juin 1951 », 1953, p. 430 |                                                 |        |         |

### Élection du 8 janvier 1956
| Candidats                                                                                        | Partis                                                             | Votes  | %       |
| ------------------------------------------------------------------------------------------------ | ------------------------------------------------------------------ | ------ | ------- |
| Maurice Lenormand (sortant)                                                                      | Union calédonienne (UC), non inscrit à l'Assemblée sortante        | 12 906 | 61,24 % |
| Georges Chatenay                                                                                 | « Indépendant » proche Républicain social, soutenu par les Modérés | 7 928  | 37,62 % |
| Henri Bastien                                                                                    | Section française de l'Internationale ouvrière (SFIO)              | 132    | 0,63 %  |
| Pierre Raighasse                                                                                 | Divers                                                             | 110    | 0,52 %  |
| Suffrages exprimés (98,64 % des votants)                                                         | Suffrages exprimés (98,64 % des votants)                           | 21 076 | 100,0   |
| Votants (participation 77,55 %)                                                                  | Votants (participation 77,55 %)                                    | 21 366 | 100,0   |
| Source: Ministère de l'Intérieur, « Les élections législatives du 2 janvier 1956 », 1957, p. 479 |                                                                    |        |         |

### Élection du 24 mai 1959
|                                                                                         | Maurice Lenormand sortant réélu | UC             | 16 173 | 67,84  |  |  |  |
|                                                                                         | René Hénin                      | UNR            | 7 236  | 30,35  |  |  |  |
|                                                                                         | Claude Parazols                 | CNIP (Rascal)  | 430    | 1,8    |  |  |  |
|                                                                                         |                                 |                |        |        |  |  |  |
| Inscrits                                                                                | Inscrits                        | Inscrits       | 35 395 | 100,00 |  |  |  |
| Abstentions                                                                             | Abstentions                     | Abstentions    | 11 059 | 31,24  |  |  |  |
| Votants                                                                                 | Votants                         | Votants        | 24 336 | 68,76  |  |  |  |
| Blancs et nuls                                                                          | Blancs et nuls                  | Blancs et nuls | 497    | 2,04   |  |  |  |
| Exprimés                                                                                | Exprimés                        | Exprimés       | 23 839 | 97,96  |  |  |  |
| Source : J. Le Borgne, Nouvelle-Calédonie, 1945-1968: la confiance trahie, 2005, 248 p. |                                 |                |        |        |  |  |  |

### Élection du 18 novembre 1962
|                                                       | Maurice Lenormand sortant réélu | UC             | 15 562 | 54,76  |  |  |  |
|                                                       | Édouard Pentecost               | UNR-UDT        | 12 856 | 45,24  |  |  |  |
|                                                       |                                 |                |        |        |  |  |  |
| Inscrits                                              | Inscrits                        | Inscrits       | 42 539 | 100,00 |  |  |  |
| Abstentions                                           | Abstentions                     | Abstentions    | 13 737 | 32,29  |  |  |  |
| Votants                                               | Votants                         | Votants        | 28 802 | 67,71  |  |  |  |
| Blancs et nuls                                        | Blancs et nuls                  | Blancs et nuls | 384    | 1,33   |  |  |  |
| Exprimés                                              | Exprimés                        | Exprimés       | 28 418 | 98,67  |  |  |  |
| Source : Cahiers du communisme, vol. 49, 1967, 302 p. |                                 |                |        |        |  |  |  |

Le suppléant de Maurice Lenormand était Roch Pidjot, Vice-Président du Conseil du Gouvernement.

### Élection partielle du7 juin 1964
À la suite de la condamnation de Maurice Lenormand a une peine d'inéligibilité, une élection législative partielle est organisée le 7 juin 1964.
|                                                                                   | Rock Pidjot élu   | UC             | 14 407 | 54,31  |  |  |  |
|                                                                                   | Édouard Pentecost | UNR            | 11 578 | 43,65  |  |  |  |
|                                                                                   | Pierre Jeanson    | Divers gauche  | 540    | 2,04   |  |  |  |
|                                                                                   |                   |                |        |        |  |  |  |
| Inscrits                                                                          | Inscrits          | Inscrits       | 36 156 | 100,00 |  |  |  |
| Abstentions                                                                       | Abstentions       | Abstentions    | 9 178  | 25,38  |  |  |  |
| Votants                                                                           | Votants           | Votants        | 26 978 | 74,62  |  |  |  |
| Blancs et nuls                                                                    | Blancs et nuls    | Blancs et nuls | 453    | 1,68   |  |  |  |
| Exprimés                                                                          | Exprimés          | Exprimés       | 26 525 | 98,32  |  |  |  |
| Source : CEDN, vol. 20, t. 2, coll. « Revue de défense nationale », 1964, 1315 p. |                   |                |        |        |  |  |  |

### Élection du 5 mars 1967
|                                                       | Rock Pidjot sortant réélu | UC-PDM         | 14 582 | 57,27  |  |  |  |
|                                                       | Georges Chatenay          | UD-Ve          | 8 558  | 33,61  |  |  |  |
|                                                       | Edmond Caillard           | Divers         | 2 320  | 9,11   |  |  |  |
|                                                       |                           |                |        |        |  |  |  |
| Inscrits                                              | Inscrits                  | Inscrits       | 39 767 | 100,00 |  |  |  |
| Abstentions                                           | Abstentions               | Abstentions    | 13 834 | 34,79  |  |  |  |
| Votants                                               | Votants                   | Votants        | 25 933 | 65,21  |  |  |  |
| Blancs et nuls                                        | Blancs et nuls            | Blancs et nuls | 473    | 1,82   |  |  |  |
| Exprimés                                              | Exprimés                  | Exprimés       | 25 460 | 98,18  |  |  |  |
| Source : Cahiers du communisme, vol. 49, 1968, 302 p. |                           |                |        |        |  |  |  |

C'est la première fois que deux tours de scrutin sont prévus, même s'ils ne vont pas être nécessaires.
Le suppléant de Roch Pidjot était Georges Nagle, maire de Poya, Président de l'Assemblée Territoriale.

### Élection du 23 juin 1968
|                                                       | Rock Pidjot sortant réélu | UC-PDM         | 13 930 | 50,87  |  |  |  |
|                                                       | Roger Laroque             | UDR (URP)      | 11 621 | 42,43  |  |  |  |
|                                                       | Alain Bernut              | Divers gauche  | 1 835  | 6,7    |  |  |  |
|                                                       |                           |                |        |        |  |  |  |
| Inscrits                                              | Inscrits                  | Inscrits       | 40 523 | 100,00 |  |  |  |
| Abstentions                                           | Abstentions               | Abstentions    | 12 684 | 31,3   |  |  |  |
| Votants                                               | Votants                   | Votants        | 27 839 | 68,7   |  |  |  |
| Blancs et nuls                                        | Blancs et nuls            | Blancs et nuls | 453    | 1,63   |  |  |  |
| Exprimés                                              | Exprimés                  | Exprimés       | 27 386 | 98,37  |  |  |  |
| Source : Cahiers du communisme, vol. 49, 1968, 302 p. |                           |                |        |        |  |  |  |

### Élection des 4 et 11 mars 1973
| Candidat                                              | Candidat                  | Parti          | Premier tour | Premier tour | Second tour | Second tour |  |
| Candidat                                              | Candidat                  | Parti          | Voix         | %            | Voix        | %           |  |
| ----------------------------------------------------- | ------------------------- | -------------- | ------------ | ------------ | ----------- | ----------- |  |
|                                                       | Jean Lèques               | MLC (EDS, UD)  | 16 040       | 44,15        | 18 316      | 48,13       |  |
|                                                       | Rock Pidjot sortant réélu | UC             | 15 297       | 42,11        | 19 741      | 51,87       |  |
|                                                       | Yann Céléné Uregeï        | Divers         | 4 058        | 11,17        |             |             |  |
|                                                       | Henri Martinet            | Divers droite  | 935          | 2,57         |             |             |  |
|                                                       |                           |                |              |              |             |             |  |
| Inscrits                                              | Inscrits                  | Inscrits       | 52 930       | 100,00       | 52 936      | 100,00      |  |
| Abstentions                                           | Abstentions               | Abstentions    | 16 600       | 31,36        | 14 879      | 28,11       |  |
| Votants                                               | Votants                   | Votants        | 36 330       | 68,64        | 38 057      | 71,89       |  |
| Blancs et nuls                                        | Blancs et nuls            | Blancs et nuls | 0            | 0            | 0           | 0           |  |
| Exprimés                                              | Exprimés                  | Exprimés       | 36 330       | 100          | 38 057      | 100         |  |
| Source : Cahiers du communisme, vol. 49, 1973, 351 p. |                           |                |              |              |             |             |  |

Le suppléant de Roch Pidjot était Maurice Lenormand, ancien député.